# Turizam u Bosni i Hercegovini
Turizam Bosne i Hercegovine je brzorastući sektor koji u posljednje vrijeme čini važan dio u državnog gospodarstva.
Bosna i Hercegovina bila je u grupi država sa značajnim turističkim razvojem u nekoliko posljednjih godina. Dolazak turista porastao je u prosjeku za 24% godišnje u periodu između 1995. i 2000. godine. Prema podacima Svjetske turističke organizacije (WTO) za 2008. godinu, BiH se našla u vrhu popisa zemalja po porastu broja turista s rastom od 20%. U 2016. godini u Bosni i Hercegovini registriran je dolazak 1.148.530 turista, što je povećanje od 11,6%, dok je ostvareno 2.376.743 noćenja, što predstavlja porast od 10,9% u odnosu na prethodnu godinu. U strukturi noćenja stranih turista u 2016. godini najviše noćenja ostvarili su turisti iz Hrvatske (11,9%), Srbije (8,4%), Turske (8,0%), Italije (6,5%) i Slovenije (6,0%). Turisti iz ovih pet zemalja ostvarili su ukupno 40,8% noćenja. Prema procjeni Svjetske turističke organizacije, Bosna i Hercegovina će imati treću najveću stopu rasta turizma u svijetu za projektirano razdoblje između 1995. i 2020. godine. 
Prihodi od turizma daju veliki doprinos bosanskohercegovačkom gospodarstvu. Kao rezultat toga, Bosna i Hercegovina sada ima snažan godišnji rast dolazaka turista i brzo širenje usluga u sektorima. U BiH postoje  ljetne i zimske destinacije s kontinuitetom u turizmu tijekom cijele godine. Osim glavnog grada Sarajeva, najvažnije turističke destinacije su: grad Mostar, Međugorje (vjerski turizam), Neum (kupališni turizam), Teslić (zdravstveni turizam), Jahorina (zimski turizam) i dr.

## Vanjske poveznice
- Turistička zajednica Federacije Bosne i Hercegovine  Arhivirana inačica izvorne stranice od 10. ožujka 2015. (Wayback Machine)
- Turistička organizacija Republike Srpske